# Paramoria
Paramoria là một chi ốc biển, là động vật thân mềm chân bụng sống ở biển trong họ Volutidae.

## Các loài
Các loài thuộc chi Paramoria bao gồm:
- Paramoria guntheri (Smith, 1886)[2]
- Paramoria johnclarki Bail & Limpus, 1997[3]
- Paramoria weaveri McMichael, 1961[4]